# A Hot Night in Paris
Albums de Phil Collins
The Phil Collins Big Band
...Hits
(1998) Tarzan
(1999)
A Hot Night in Paris est un album instrumental de Phil Collins avec The Phil Collins Big Band, sorti en 1999 sur le label Atlantic Records, produit par Don Murray et Daryl Stuermer.
Il contient des arrangements pour big band de chansons de Genesis et de la carrière solo de Phil Collins. On y retrouve aussi une pièce du saxophoniste Gerald Albright, Chips and Salsa, un standard de Miles Davis, Milestones ainsi qu'une adaptation du Average White Band, Pick Up the Pieces. 
Il a été classé no 3 du Top Jazz Album en 1999.

## Titres
1. Sussudio – 6:52 (Phil Collins)
2. That's All – 5:34 (Banks/Collins/Rutherford)
3. Invisible Touch – 5:42 (Banks/Collins/Rutherford)
4. Hold on My Heart – 6:36 (Banks/Collins/Rutherford)
5. Chips and Salsa – 5:23 (Gerald Albright/Arrangements : Gerald Allbright/Harry Kim)
6. I Don't Care Anymore – 6:05 (Collins)
7. Milestones – 6:34 (Miles Davis)
8. Against All Odds (Take a Look at Me Now) – 5:04 (Collins)
9. Pick Up the Pieces – 12:41 (Roger Ball/Hamish Stuart/Average White Band)
10. The Los Endos Suite – 10:26 (Banks/Collins/Hackett/Rutherford/Arrg. Harry Kim)

## Musiciens
D'après le livret de l'album :
- Phil Collins : batterie
- Brad Cole : piano
- Daryl Stuermer : guitares
- Doug Richeson : basse
- Luis Conte : percussions

### Big Band
- Harry Kim : directeur musical, trompette, bugle
- Daniel Fornero : trompette, bugle
- Alan Hood : trompette, bugle
- Ron Modell : trompette, bugle
- Tito Carrillo : trompette
- Arturo Velasco : trombone
- Scott Bliege : trombone
- Mark Bettcher : trombone
- Antonio Garcia : trombone
- Matt James : saxophone alto
- Gerald Albright : saxophone alto
- Larry Panella : saxophone ténor
- Chris Collins : saxophone ténor
- Ian Nevins : saxophone ténor
- Kevin Sheehan : saxophone baryton

### Musiciens invités
- George Duke : piano sur Pick up the Pieces
- James Carter : saxophone sur Pick up the Pieces

## Source
- (en) Cet article est partiellement ou en totalité issu de l’article de Wikipédia en anglais intitulé « A Hot Night in Paris » (voir la liste des auteurs).